# Intorno chimico
In chimica l'intorno chimico è l'applicazione del concetto di intorno matematico ad un atomo o parte di esso o ad una molecola o parte di essa, ovvero il "punto" che stiamo considerando.
Per questo motivo, come in matematica, l'estensione dell'intorno non è univoca e varia di volta in volta a seconda di quanto dell'ambiente "vicino" al punto che stiamo considerando lo influenzi in modo "non trascurabile".
In gran parte dei casi l'intorno chimico si riduce agli atomi o molecole direttamente interagenti con il nostro punto, tramite legami chimici, interazioni deboli, strutture cristalline ecc. ma può anche essere più esteso.
Nel caso di campioni solidi è di solito importante considerare il reticolo cristallino o la struttura sopramolecolare, nel caso di soluzioni l'interazione del solvente, nel caso di fasi gas (nell'intervallo di idealità) l'intorno riveste un'importanza assai minore. Tuttavia queste sono regole generiche e non applicabili a tutti i casi dal momento che l'intorno è in funzione del modello matematico scelto e dell'effetto studiato e può essere anche, ad esempio, rappresentato solo dagli orbitali di livello energetico vicino a quello dell'elettrone che ho eccitato per fare misurazioni spettroscopiche.
L'intorno chimico genera cambiamenti nelle proprietà chimiche e fisiche dei composti chimici generando lo spostamento chimico.